# تسلسل التداول الرئاسي في الولايات المتحدة
تسلسل التداول الرئاسي في الولايات المتحدة هو الترتيب الذي يتولى فيه المسؤولون في الحكومة الفيدرالية للولايات المتحدة الرئاسة بالإنابة في حال أصبح الرئيس الذي يشغل المنصب عاجزاً أو توفي أو تقدم باستقالته أو أزيح من منصبه. يحدد ترتيب التداول أن المنصب ينتقل إلى نائب الرئيس إذا كان منصب نائب الرئيس شاغراً في الوقت نفسه، أو إذا كان نائب الرئيس عاجزاً أيضاً، تنتقل صلاحيات وواجبات منصب الرئاسة إلى الناطق باسم مجلس النواب الأمريكي والرئيس المؤقت لمجلس الشيوخ، ومن ثم إلى وزراء الحكومة، بحسب الأهلية.
يشار إلى التداول الرئاسي في مرات عديدة في دستور الولايات المتحدة، المادة الثانية، القسم الأول، البند السادس، إضافة إلى التعديل الثاني عشر والتعديل العشرين والتعديل الخامس والعشرون. يعيَّن نائب الرئيس في المرتبة الأولى في تسلسل التداول الرئاسي من خلال بند التداول في المادة الثانية، والذي يخول الكونغرس أيضًا توفير تسلسل التداول بعد نائب الرئيس، وقد فعل ذلك في ثلاث مناسبات. اعتُمد قانون التداول الرئاسي الحالي في عام 1947، وعُدل آخر مرة في عام 2006. يحدد التعديل الخامس والعشرون أيضًا إجراءات لملء شاغر خلال الولاية في منصب نائب الرئيس.
يشير قانون التداول الرئاسي على وجه التحديد إلى الموظفين الذين يأتون بعد نائب الرئيس الذي يشغل منصب رئيس بالنيابة، وليس الذي يصبح رئيسًا عند ملء شاغر. تتألف الحكومة من 15 عضوًا، من بينهم وزير الخارجية في المرتبة الأولى، يتبع وزراء الحكومة الآخرون حسب ترتيب إنشاء وزارتهم (أو الوزارة التي تكون وزارتهم خلفًا لها). يحرم رؤساء الوزارات غير المؤهلين دستوريًا للانتخاب لرئاسة الجمهورية من تولي صلاحيات وواجبات الرئيس من خلال التداول، ويجري تخطيهم إلى من يليهم في الترتيب. منذ عام 1789، تولى نائب الرئيس منصب الرئاسة خلال فترة الولاية في تسع مناسبات: ثماني مرات بسبب وفاة شاغل المنصب، ومرة بسبب الاستقالة. لم يدعى أي شخص أدنى في تسلسل التداول للقيام بأعمال الرئيس.
بعد اعتبارها قضية محسومة على نطاق واسع خلال أواخر القرن العشرين، أظهرت الهجمات الإرهابية في 11 أيلول 2001 إمكانية ضربة رأس تقتل أو تشل أفرادًا عديدين في تسلسل التداول الرئاسي إضافة إلى العديد من أفراد الكونغرس والقضاء الفيدرالي. في السنوات التي أعقبت الهجمات مباشرة، بدأت العديد من المناقشات واسعة النطاق، في الكونغرس وبين الأكاديميين وداخل مجتمع السياسة العامة، حول مخاوف تتعلق باستمرارية الحكومة بما في ذلك الأحكام الدستورية والقانونية التي تحكم التداول الرئاسي. لا تزال هذه المناقشات مستمرة. أنتجت أحد الجهود التي بذلتها لجنة استمرارية الحكومة، وهي مجمع تفكير غير حزبي، ثلاثة تقارير (أعوام 2003 و 2009 و 2011)، ركز ثاني هذه التقارير على أوجه الغموض والقيود الضمنية في قانون التداول الحالي، وتضمن توصيات لتعديل قوانين تداول رئاسة الجمهورية.

## الترتيب الحالي للتداول
يوضح الجدول أدناه تفاصيل الترتيب الحالي للتداول الرئاسي على النحو المنصوص عليه في قانون التداول الرئاسي لعام 1947 وتعديلاته. يحدَّد الترتيب عن طريق المناصب. وعلى الرغم من ذلك، ما يزال يتعين على الفرد الذي يشغل منصبًا استيفاء المتطلبات الدستورية للمنصب من أجل العمل كرئيس بالنيابة. في الجدول، يشير عدم وجود رقم في العمود الأول إلى أن شاغل الوظيفة غير مؤهل، ويشير الرقم المائل إلى أن أهلية شاغل المنصب غير مؤكدة. في مثل هذه الحالات، تشرح ملاحظة التفاصيل.
| الرقم | المنصب                           | الشاغل الحالي للمنصب | الحزب    |
| ----- | -------------------------------- | -------------------- | -------- |
| 1     | نائب الرئيس                      | كامالا هاريس         | ديمقراطي |
| 2     | الناطق باسم مجلس النواب الأمريكي | كيفن مكارثي          | جمهوري   |
| 3     | الرئيس المؤقت لمجلس الشيوخ       | تشاك غراسلي          | جمهوري   |
| 4     | وزير الخارجية                    | مايك بومبيو          | جمهوري   |
| 5     | وزير الخزانة                     | ستيفن منوشين         | جمهوري   |
| 6     | وزير الدفاع                      | كريستوفر ميلر        | جمهوري   |
| 7     | النائب العام                     | ويليام بار           | جمهوري   |
| 8     | وزير الداخلية                    | ديفيد بيرنهاردت      | جمهوري   |
| 9     | وزير الزراعة                     | سوني بيردو           | جمهوري   |
| 10    | وزير التجارة                     | ويلبر روس            | جمهوري   |
| 11    | وزير العمل                       | يوجين سكاليا         | جمهوري   |
| 12    | وزير الصحة والخدمات الإنسانية    | أليكس أزار           | جمهوري   |
| 13    | وزير الإسكان والتربية الحضرية    | بين كارسون           | جمهوري   |
| ــــ  | وزير النقل                       | إيلاين تشاو          | جمهوري   |
| 14    | وزير الطاقة                      | دان برويليت          | جمهوري   |
| 15    | وزير التعليم                     | بيتسي ديفوس          | جمهوري   |
| 16    | وزارة شؤون المحاربين القدامى     | روبيرت ويلكي         | جمهوري   |
| 17    | وزارة الأمن الداخلي              | تشاد وولف            | جمهوري   |

## أحكام دستورية

### الأهلية الرئاسية
تحدد المادة الثانية، القسم الأول، البند الخامس من الدستور ثلاثة مؤهلات لشغل منصب الرئاسة. لشغل منصب الرئيس، يجب على المرء: أن يكون مواطنًا مولودًا في الولايات المتحدة، وألا يقل عمره عن 35 عامًا وأن يكون مقيمًا في الولايات المتحدة لمدة أربعة عشر عامًا على الأقل.

### التداول الرئاسي
يورد ذكر تسلسل التداول الرئاسي في أربعة مواضع في الدستور:
- تجعل المادة الثانية، القسم الأول، البند السادس نائب الرئيس في المرتبة الأولى في تسلسل التداول وتتيح للكونغرس بأن ينص بموجب القانون على الحالات التي لا يستطيع فيها الرئيس أو نائب الرئيس العمل.[6]
- نص التعديل الثاني عشر لدستور الولايات المتحدة على أن يملأ نائب الرئيس أيضًا أي منصب شاغر في منصب الرئاسة ناجم عن فشل مجلس النواب في اختيار رئيس في انتخابات طارئة.[7]
- يحل التعديل العشرون، القسم الثالث، محل حكم التعديل الثاني عشر أعلاه، من خلال الإعلان أنه في حال توفي الرئيس المنتخب قبل أن تبدأ ولايته، يصبح نائب الرئيس المنتخب رئيسًا في يوم التنصيب ويخدم طوال فترة الولاية التي انتُخب لها الرئيس المنتخب، وأيضًا أنه في حال لم يتم اختيار الرئيس مع حلول يوم التنصيب أو كان الرئيس المنتخب غير مؤهل للرئاسة، يعمل نائب الرئيس كرئيس بالنيابة إلى أن يتم اختيار رئيس أو يصبح الرئيس المنتخب مؤهلًا. ويفوض الكونغرس أيضًا يكفل الحالات التي لا يتأهل فيها رئيس منتخب ولا نائب رئيس منتخب.[8]
- يوضح القسم الأول من التعديل الخامس والعشرين المادة الثانية، القسم الأول، البند السادس بالنص بشكل لا لبس فيه أن نائب الرئيس هو الخلف المباشر للرئيس، ويصبح رئيسًا في حال توفي الرئيس الشاغل للمنصب، أو تقدم باستقالته أو أُزيح من منصبه. وينص أيضًا في القسمين الثالث والرابع على الحالات التي يكون فيها الرئيس عاجزًا بصورة مؤقتة، كخضوعه لعملية جراحية أو أصبح غير مؤهل عقليًا، ووضع إجراءات يمكن بموجبها لنائب الرئيس أن يصبح رئيسًا بالنيابة. بالإضافة إلى ذلك، في القسم الثاني، ينص التعديل على آلية تداول نائب الرئيس ضمن فترة الولاية، والتي تنص على أن يملأ منصب نائب الرئيس من قبل مرشح من قبل الرئيس عند تأكيده بأغلبية أصوات مجلسي النواب والشيوخ. في السابق، حين كان نائب الرئيس يتولى منصب الرئاسة أو عند وفاته أو استقالته من منصبه، يبقى منصب نائب الرئيس شاغرًا حتى بدء ولاية الرئاسة ونيابة الرئاسة التالية، كان هناك قبل العام (1967) 16 شاغرًا من هذا النوع.[9]

## قوانين التداول

### قانون عام 1792
نص قانون التداول الرئاسي لعام 1792 على تداول الرئاسة في حال شغور منصبي الرئيس ونائبه، أولًا من قبل الرئيس المؤقت لمجلس الشيوخ ويليه، إذا لزم الأمر، الناطق باسم مجلس النواب.